# Münzverordnung
Die Münzverordnung MünzV (französisch Ordonnance sur la monnaie, italienisch Ordinanza sulle monete) vom 12. April 2000 ist eine Verordnung des Schweizer Bundesrates.
Die Verordnung regelt gestützt auf die Artikel 1, 4, 5 und 6 des Bundesgesetzes über die Währung und die Zahlungsmittel (WZG) sowie Art. 4 des Bundesgesetzes über Massnahmen zur Verbesserung des Bundeshaushaltes das Münzwesen.
Insbesondere werden in der Verordnung die amtlichen Bezeichnungen und Abkürzungen der Schweizer Währung definiert. Darüber hinaus regelt die Verordnung die Nennwerte und Eigenschaften (Durchmesser, Gewicht, Rand, Legierung) der Umlaufmünzen sowie deren Versorgung und Rücknahme wie auch die Handhabe bei Falschmünzen.
Die MünzV löste die Münzverordnung vom 19. November 1997, den Bundesratsbeschluss vom 1. April 1971 über die Ausserkurssetzung der Silbermünzen wie auch die Verordnung vom 2. Juli 1980 über die Auswechslung der Fünfrappenstücke ab.